# Helina cyrtoneurina
Helina cyrtoneurina är en tvåvingeart som först beskrevs av Zetterstedt 1845.  Helina cyrtoneurina ingår i släktet Helina och familjen husflugor. Inga underarter finns listade i Catalogue of Life.